# Агенция Естадо
Агенция Естадо (на португалски: Agência Estado, с акроним: AE) е частна информационна агенция в Бразилия, със седалище в Сао Пауло. Тя е основана през 1970 г. от медийната група „Grupo Estado“, с цел нейните собствени ежедневници „O Estado de S. Paulo“ и „Jornal da Tarde“, както и собствената й радиостанция „Rádio Eldorado“, да предоставят информация, репортажи и изображения.
Малко след основаването си агенцията започва да доставя новини и изображения на външни клиенти, предимно малки и средни вестници, както и радиостанции. Със структурни промени в края на 1980-те години агенцията отговаря на променящата се реалност на информационния пазар и позиционира компанията по-добре на националния пазар с по-агресивно отчитане и операции, бразилска икономика изпитва нужда да се предлагат новини и данни с помощта на новите електронни комуникационни системи за различните сектори на бразилската икономика.
Бразилският финансов пазар е избран като първа голяма цел. „AE Broadcast“ предоставя новини в реално време, анализи, цитати, инструменти и интегрирана графика. „AE Conteúdo“ предоставя новини на партньори от цял свят. Според собствените си изявления частната агенция днес е пазарен лидер в предоставянето на финансова информация на бразилския пазар. AE работи заедно в мрежа от световни партньори, напр. Thomson Reuters, Асошиейтед Прес, Блумбърг, Агенция Франс Прес, Файненшъл Таймс и Синхуа.